# Sphaerium nitidum
Sphaerium nitidum is een tweekleppigensoort uit de familie van de Sphaeriidae. De wetenschappelijke naam van de soort is voor het eerst geldig gepubliceerd in 1876 door Clessin.